# Correlació parcial
El coeficient de correlació parcial de primer ordre, anotat aquí {\displaystyle r_{AB.C}}, permet conèixer el valor de la correlació entre dues variables A i B, si la variable C havia estat constant per a la sèrie d'observacions considerades.
En altres paraules, el coeficient de correlació parcial {\displaystyle r_{AB.C}} és el coeficient de correlació total entre les variables A i B quan se'ls va retirar la seva millor explicació lineal en terme de C.

## Fórmula
{\displaystyle R_{AB.C}={\dfrac {r_{AB}-r_{AC}\cdot r_{BC}}{{\sqrt {1-r_{AC}^{2}}}\cdot {\sqrt {1-r_{BC}^{2}}}}}}

## Demostració geomètrica
La demostració més ràpida de la fórmula consisteix a recolzar-se en la interpretació geomètrica de la correlació (cosinus). Les sèries d'observacions A, B i C, un cop centrades reduïdes, són vectors centrats OA, el OB, OC de longitud unitat:
Les seves extremitats determinen un triangle esfèric ABC, en què els costats a, b i c "són els arcs de grans cercle BC, AC i AB. Els coeficients de correlacions entre aquests vectors són {\displaystyle r_{BC}=cos(a)}, {\displaystyle r_{AC}=cos(b)} i {\displaystyle r_{AB}=cos(c)}. Llavors, la llei fonamental dels triangles esfèrics dona, per a l'angle C, la relació següent entre cosinus:
{\displaystyle Cos(C)={\dfrac {cos(c)-cos(a).Cos(b)}{sense(a).Sense(b)}}={\dfrac {cos(c)-cos(a).cos(b)}{{\sqrt {1-cos^{2}(a)}}\cdot {\sqrt {1-cos^{2}(b)}}}}}
El mateix que c està l'angle entre els punts A i B, vistos pel centre de l'esfera, C està en l'angle esfèric entre els punts A i B, vistos pel punt "C" en la superfície de l'esfera, i {\displaystyle r_{AB.C}=cos(C)} és la «correlació parcial» entre A i B quan C és fixat.

## Àrees d'aplicació
El concepte de correlació parcial s'utilitza en:
- Modelatge per regressió lineal.
- Anàlisi de dades per iconografia de correlacions.